# Русилов (Тернопольская область)
Русилов (укр. Русилів) — село в Золотопотокской поселковой общине Чортковского района Тернопольской области Украины.
До 2020 года входило в Бучачский район.
Код КОАТУУ — 6121285901. Население по переписи 2001 года составляло 294 человека.

## Географическое положение
Село Русилов находится на правом берегу реки Стрыпа,
выше по течению на расстоянии в 3 км расположено село Лещанцы,
ниже по течению на расстоянии в 2,5 км расположено село Скоморохи,
на противоположном берегу — сёла Новосёлка и Язловец.

## История
- Село известно с XVI века.

## Объекты социальной сферы
- Школа I ст.
- Клуб.
- Фельдшерско-акушерский пункт.

## Достопримечательности
Отмечается живописность Русиловского каскада водопадов.